# Chen Qun
En aquest nom xinès, el cognom és Chen.
Chen Qun (mort el 237 EC) va ser un ministre de Cao Wei durant el període dels Tres Regnes de la història xinesa.
Chen Qun va iniciar el sistema de nou rangs de la nominació per l'Administració pública a Cao Wei. Després de la mort del governant Cao Pi, Chen Qun es va convertir en el Guardià de les forces militars de Wei. Chen Qun, Sima Yi i Cao Zhen nomenaren al fill de Cao Pi, Cao Rui, per esdevenir el nou emperador.

## Família
- Fill: Chen Tai

## Nomenaments i títols en possessió
- Oficial Assistent (別駕) de Liu Bei quan aquest hi era en la Província de Yu (豫州)
- Assistent de l'Oest de l'Excel·lència d'Obres(司空西曹掾屬)
- Secretari Adjunt Imperial de Palau (御史中丞)
- Assistent de Palau (侍中)
- Assistent de l'Est i l'Oest del Canceller (丞相東西曹掾)
- Marquès de Changwu (昌武亭侯)
- Secretari Imperial (尚書)
- Subdirector al Secretariat Imperial (尚書僕射)
- Secretari Cap Imperial (尚書令 / 錄尚書事)
- Marquès de Ying (潁鄉侯)
- General d'Alt Rang que Protegeix l'Exèrcit (鎮軍大將軍)
- Protector Central de l'Exèrcit (中護軍)
- Marquès de Yingyin (潁陰侯)
- Excel·lència d'Obres (司空)
- Marquès Jing (靖侯) - concedit com títol pòstum